# Judo aux Jeux des îles de l'océan Indien 2011
Navigation
Édition précédente
Les compétitions de judo aux Jeux des îles de l'océan Indien 2011 se déroulent du 6 au 8 août 2011, au dojo de Roche Caiman.

## Médaillés

### Épreuves féminines
| Épreuves                       | Or                           | Argent                        | Bronze                                   |
| ------------------------------ | ---------------------------- | ----------------------------- | ---------------------------------------- |
| Moins de 52 kg poids mi-légers | Natacha Bénard (REU)         | Ratiarison Asaramamitra (MAD) | Christianne Legentil (MRI)               |
| Moins de 57 kg poids légers    | Sarah Sylva (MRI)            | Rakotoarison Harinirina (MAD) | Alice Nativel (REU)                      |
| Moins de 63 kg poids mi-moyens | Emmanuelle Payet (REU)       | Audrée Catherine (MRI)        | Marie Anette Vidot (SEY)                 |
| Moins de 70 kg poids moyens    | Carine Ramahery (MAD)        | Natacha Legoff (MRI)          | Mario Lagourde (REU) Leola Littles (SEY) |
| Moins de 78 kg poids mi-lourds | Maureen Parisot (REU)        | Marie-Michèle Godin (MRI)     | Brigitte Rose (SEY)                      |
| Plus de 78 kg poids lourds     | Annabelle Laprovidence (MRI) | Manuella Volcère (SEY)        | Lyse Certat (REU)                        |
| Par équipes                    | La Réunion                   | Madagascar                    | Maurice                                  |

### Épreuves masculines
| Épreuves                          | Or                      | Argent                  | Bronze                     |
| --------------------------------- | ----------------------- | ----------------------- | -------------------------- |
| Moins de 60 kg poids super-légers | Christian Ramin (REU)   | Steven Gourdin (MRI)    | Francis Labrosse (SEY)     |
| Moins de 66 kg poids mi-légers    | Eli Norbert (MAD)       | Francis Boyer (REU)     | John Nanon (MRI)           |
| Moins de 73 kg poids légers       | McLeod Paulin, (MRI)    | Theo Pitaval (REU)      | Naddy Jeanne (SEY)         |
| Moins de 81 kg poids mi-moyens    | Fetra Ratsihiziva (MAD) | Jonathan Charlot (MRI)  | Leslie Philoe (SEY)        |
| Moins de 90 kg poids moyens       | Thierry Grimaud (REU)   | Mike Rigobert (MRI)     | Anthony Ramalanjaona (MAD) |
| Plus de 90 kg poids lourds        | Pierre Gauvin (REU)     | Dominique Dugasse (SEY) | Gary Guillaume (MRI)       |
| Par équipes                       | La Réunion              | Madagascar              | Maurice                    |

## Tableau des médailles
| Rang | Nation     | Or | Argent | Bronze | Total |
| ---- | ---------- | -- | ------ | ------ | ----- |
| 1    | La Réunion | 8  | 2      | 3      | 13    |
| 2    | Maurice    | 3  | 6      | 5      | 14    |
| 3    | Madagascar | 3  | 4      | 1      | 9     |
| 4    | Seychelles | 0  | 2      | 6      | 8     |